# Kanton Étaples
Kanton Étaples is een kanton van het Franse departement Pas-de-Calais. Het kanton maakt deel uit van het arrondissement Montreuil. Door de herindeling van de kantons in 2014 is het aantal gemeenten in het kanton vanaf 2015 teruggebracht van 19 naar 15. Tien gemeenten bleven onderdeel van kanton Étaples en werden aangevuld met vijf gemeenten uit het voormalige kanton Montreuil. Negen gemeenten werden verplaatst naar kanton Berck.

## Gemeenten
Het kanton Étaples omvat de volgende gemeenten:
- Bréxent-Énocq
- Camiers
- Cormont
- Cucq
- Étaples (hoofdplaats)
- Frencq
- Lefaux
- Longvilliers
- Maresville
- Merlimont
- Saint-Aubin
- Saint-Josse
- Le Touquet-Paris-Plage
- Tubersent
- Widehem

Voor de herindeling waren dit:
- Attin
- Bernieulles
- Beutin
- Bréxent-Énocq
- Camiers
- Cormont
- Estrée
- Estréelles
- Étaples
- Frencq
- Hubersent
- Inxent
- Lefaux
- Longvilliers
- Maresville
- Montcavrel
- Recques-sur-Course
- Tubersent
- Widehem